# Krochowa
Krochowa – przysiółek wsi Stany w Polsce położony w województwie podkarpackim, w powiecie stalowowolskim, w gminie Bojanów.
W latach 1975–1998 przysiółek administracyjnie należał do województwa tarnobrzeskiego.